# Понтиус, Крис (футболист)
Кри́стофер Ри́чард «Крис» По́нтиус (англ. Christopher Richard "Chris" Pontius; 12 мая 1987, Йорба-Линда, Калифорния, США) — американский футболист, атакующий полузащитник.

## Клубная карьера
В 2005—2008 годах Понтиус учился в Калифорнийском университете в Санта-Барбаре, где играя за университетскую команду, одержал победу в футбольном турнире Национальной ассоциации студенческого спорта сезона 2006. В 2007 году он был признан лучшим атакующим игроком в Конференции Большого Запада, а в 2008 номинировался на Hermann Trophy — приз лучшему футболисту студенческих лиг.
В 2008 году Понтиус числился в составе клуба четвёртого дивизиона «Вентура Каунти Фьюжн», но в матчах команды ни разу не участвовал.
На Супердрафте MLS 2009 Понтиус был выбран в первом раунде под общим 7-м номером клубом «Ди Си Юнайтед». Он сразу же стал игроком основного состава команды, дебютировав за «орлов» 22 марта в матче первого тура сезона 2009 против «Лос-Анджелес Гэлакси», в котором он также отметился первым забитым голом. В дебютном сезоне в MLS Понтиус провёл 28 матчей, забив в них 4 гола, и попал в финальный список номинантов на приз Новичку года. В последующие годы его начали преследовать травмы. Сезон 2010 он был вынужден завершить досрочно в сентябре после разрыва правого подколенного сухожилия, требовавшего операцию. Сезон 2011 закончился для Понтиуса также преждевременно — 10 сентября в матче против «Чивас США» в результате столкновения с защитником Давидом Жуниором Лопесом он получил перелом большой берцовой кости. Сезон 2012 стал для Понтиуса самым успешным в составе вашингтонцев, в 31 игре регулярного чемпионата он забил 12 голов, став лучшим бомбардиром команды. Сезон 2013 также был скомкан травмами. Большую часть сезона 2014 он пропустил из-за продолжавшихся проблем с левым подколенным сухожилием, сыграв лишь в шести матчах. В сезоне 2015 он пропустил десять матчей в связи с травмой бедра.
7 декабря 2015 года Понтиус был обменян в «Филадельфию Юнион» на распределительные средства. Его дебют за филадельфийцев состоялся 6 марта в матче первого тура сезона 2016 против «Далласа». 12 марта в следующем матче против «Коламбус Крю» он отличился первыми голами за новую команду, оформив дубль, принёсший победу со счётом 1:2. Понтиус закрепил за собой статус одного из ключевых игроков команды сезона 2016, став её лучшим бомбардиром с 12 мячами, и при этом не пропустил ни одной из 34-х игр регулярного чемпионата. По итогам сезона он был назван возвратившимся игроком года в MLS. Сезон 2017 получился у Понтиуса гораздо менее результативным чем предыдущий — в 30 матчах он отличился лишь дважды, забив оба мяча в ворота «Чикаго Файр» во встрече 23 сентября. По завершении сезона Понтиус, оставшийся без контракта, стал свободным агентом по правилам MLS.
22 января 2018 года Понтиус подписал контракт с клубом «Лос-Анджелес Гэлакси». За «Гэлакси» он дебютировал 4 марта в матче стартового тура сезона 2018 против «Портленд Тимберс», выйдя на замену. 31 марта в дерби против ФК «Лос-Анджелес» он забил свой первый гол за «Гэлакси». По окончании сезона 2018 контракт Понтиуса с «Лос-Анджелес Гэлакси» истёк, однако 19 декабря клуб переподписал игрока. 29 октября 2019 года Крис Понтиус объявил о завершении футбольной карьеры.

## Международная карьера
22 декабря 2009 года Понтиус был приглашён в традиционный январский тренировочный лагерь сборной США в преддверии товарищеского матча со сборной Гондураса 23 января 2010 года. Чуть позже он был включён в заявку на товарищеский матч со сборной Сальвадора 24 февраля 2010 года, но остался на скамейке запасных. 30 августа 2011 года Понтиус был вызван в ряды национальной сборной на товарищеские матчи со сборными Коста-Рики и Бельгии: в первом матче 2 сентября он снова остался в запасе, а перед вторым — 6 сентября — вернулся в клуб. 5 января 2017 года более чем пять лет спустя после последнего вызова Понтиус был вновь приглашён в январский тренировочный лагерь американской сборной, и 29 января дебютировал за «звёздно-полосатую» команду в товарищеской игре со сборной Сербии, выйдя на замену на 65-й минуте вместо Алехандро Бедойи. Понтиус участвовал в Золотом кубке КОНКАКАФ 2017, оказавшись в составе сборной США за несколько дней до начала турнира вместо выбывшего из-за травмы Кенни Сайефа.

## Статистика

### Клубная
| Выступление          | Выступление      | Выступление      | Лига | Лига | Плей-офф | Плей-офф | Кубок | Кубок | ЛЧ КОНКАКАФ | ЛЧ КОНКАКАФ | Итого | Итого |
| Клуб                 | Лига             | Сезон            | Игры | Голы | Игры     | Голы     | Игры  | Голы  | Игры        | Голы        | Игры  | Голы  |
| -------------------- | ---------------- | ---------------- | ---- | ---- | -------- | -------- | ----- | ----- | ----------- | ----------- | ----- | ----- |
| Ди Си Юнайтед        | MLS              | 2009             | 28   | 4    | —        | —        | 3     | 0     | 7           | 2           | 38    | 6     |
| Ди Си Юнайтед        | MLS              | 2010             | 17   | 2    | —        | —        | 1     | 0     | —           | —           | 18    | 2     |
| Ди Си Юнайтед        | MLS              | 2011             | 25   | 7    | —        | —        | —     | —     | —           | —           | 25    | 7     |
| Ди Си Юнайтед        | MLS              | 2012             | 31   | 12   | 3        | 0        | —     | —     | —           | —           | 34    | 12    |
| Ди Си Юнайтед        | MLS              | 2013             | 22   | 2    | —        | —        | 5     | 1     | —           | —           | 27    | 3     |
| Ди Си Юнайтед        | MLS              | 2014             | 6    | 1    | 2        | 0        | —     | —     | 2           | 1           | 10    | 2     |
| Ди Си Юнайтед        | MLS              | 2015             | 23   | 3    | 1        | 1        | —     | —     | 6           | 0           | 30    | 4     |
| Ди Си Юнайтед        | Итого            | Итого            | 152  | 31   | 6        | 1        | 9     | 1     | 15          | 3           | 182   | 36    |
| Филадельфия Юнион    | MLS              | 2016             | 33   | 12   | 1        | 0        | 2     | 2     | —           | —           | 36    | 14    |
| Филадельфия Юнион    | MLS              | 2017             | 30   | 2    | —        | —        | 2     | 0     | —           | —           | 32    | 2     |
| Филадельфия Юнион    | Итого            | Итого            | 63   | 14   | 1        | 0        | 4     | 2     | —           | —           | 68    | 16    |
| Лос-Анджелес Гэлакси | MLS              | 2018             | 26   | 5    | —        | —        | 1     | 0     | —           | —           | 27    | 5     |
| Лос-Анджелес Гэлакси | MLS              | 2019             | 18   | 2    | 0        | 0        | 2     | 0     | —           | —           | 20    | 2     |
| Лос-Анджелес Гэлакси | Итого            | Итого            | 44   | 7    | 0        | 0        | 3     | 0     | —           | —           | 47    | 7     |
| Всего за карьеру     | Всего за карьеру | Всего за карьеру | 259  | 52   | 7        | 1        | 16    | 3     | 15          | 3           | 297   | 59    |

Источник: Soccerway

### Международная
| Команда | Год   | Игры | Голы |
| ------- | ----- | ---- | ---- |
| США     | 2017  | 5    | 0    |
| Всего   | Всего | 5    | 0    |

Источник: National Football Teams

## Достижения
Командные
 «Ди Си Юнайтед»
- Обладатель Открытого кубка США: 2013

 сборная США
- Обладатель Золотого кубка КОНКАКАФ: 2017

Индивидуальные
- Участник Матча всех звёзд MLS: 2012
- Самый ценный игрок Матча всех звёзд MLS: 2012
- Член Символической сборной MLS: 2012
- Возвратившийся игрок года в MLS: 2016